# Muconsäure
Die Muconsäure (Hexa-2,4-diendisäure, Butadien-1,4-dicarbonsäure) ist eine ungesättigte Dicarbonsäure mit konjugiertem π-Elektronensystem. Durch deren unterschiedliche Anordnung ergeben sich drei Diastereomere.

## Eigenschaften
Die isomeren Muconsäuren sind in Eisessig leicht, in Wasser sehr schwer löslich. In alkalischer Lösung kann Muconsäure durch Natriumamalgam zu Hex-3-endisäure reduziert werden. (E,E)-Muconsäure kann mit Schwefelsäure in ein Lacton überführt werden, bei (Z,Z)-Muconsäure gelingt das nicht. Wegen ihrer Doppelbindungen geht die Verbindung eine Reihe von Reaktionen ein und bildet eine Reihe von Derivaten wie Lactone, Sulfone, Polyamide, Polyester und weitere.
| Gefahrensymbol |

| keine Einstufung verfügbar |

| Gefahrensymbol |

## Darstellung
Muconsäure kann durch Dehydrohalogenierung einer 3,4-Dihalogenadipinsäure mit Alkalilaugen oder durch Oxidation von Hexa-2,4-diendial mit Peroxycarbonsäuren gewonnen werden. (E,E)-Muconsäure kann aus Glucose mit Hilfe von Bakterien wie Escherichia coli gewonnen werden.

## Verwendung
(E,E)-Muconsäure ist von physiologischem Interesse, da sie vom tierischen Organismus nach Verabreichung benzolhaltiger Nahrung ausgeschieden wird.